# C/2009 R1 McNaught
C/2009 R1 (McNaught) è una cometa non periodica scoperta da Robert H. McNaught il 9 settembre 2009 dall'Osservatorio di Siding Spring, nel Nuovo Galles del Sud, in Australia; la cinquantunesima scoperta da McNaught.
La conferma della scoperta è giunta dall'Optical Ground Station (OGS) telescope dell'ESA, a Tenerife. Successivamente sono state individuate immagini di pre-scoperta risalenti fino al 20 luglio 2009.
La cometa è stata osservata fino al 29 giugno 2010. Dopo il perielio non fu più osservata anche quando si sarebbe dovuta trovare in posizioni favorevoli: questo fa presumere che sia andata incontro a fenomeni di frammentazione durante il perielio. 
Nella fase di attraversamento del Sistema solare interno, la cometa è stata caratterizzata da una chioma di un brillante colore verde, seguita da una lunga coda ionica. Il 6 giugno, la lunghezza della coda è stata stimata in 5 gradi. Le analisi spettrografiche condotte con il telescopio dell'osservatorio Pik Terskol nel Caucaso hanno individuato linee di emissione di molecole quali C2, CN, CH, NH2 e ioni quali CO+ e CH+.
Uno studio del 2015 ha valutato che se la cometa avesse superato il perielio sarebbe potuta divenire una cometa di lungo periodo (6000 anni) contrariamente a quanto ipotizzato al tempo della scoperta quando si era calcolata un'orbita certamente iperbolica che l'avrebbe espulsa dal sistema solare.

## Osservazione
Al momento della scoperta, la cometa si presentava come un oggetto della diciassettesima-diciottesima magnitudine. Nel periodo seguente, gli astronomi hanno osservato un lento aumento della luminosità. A metà marzo 2010 ha raggiunto la quindicesima magnitudine: in seguito la luminosità è andata aumentando sempre più rapidamente mentre la cometa si avvicinava al Sole ed alla Terra, raggiungendo ad inizio maggio una magnitudine di 10,9, contemporaneamente la chioma aumentava di dimensioni. Ad inizio giugno, la cometa ha raggiunto la sesta magnitudine, divenendo visibile ad occhio nudo all'alba dall'emisfero boreale.
Gli studiosi si aspettavano che la cometa potesse diventare più brillante nel corso del mese, raggiungendo magnitudine 4 per metà giugno, a 20° dall'orizzonte, e magnitudine 3 la settimana successiva, a 15° dall'orizzonte. Nel periodo compreso tra il 30 giugno ed il 2 luglio ci si aspettava che la cometa raggiungesse la sua massima brillantezza, corrispondente alla seconda magnitudine. Tuttavia non superò mai la quinta magnitudine.
L'orbita della cometa le avrebbe permesso di diventare un oggetto "notturno" visibile in prossimità del tramonto dai primi giorni di luglio, tuttavia l'osservazione risultò ad ogni modo ostacolata dalla vicinanza al Sole e non venne più osservata dopo il 29 giugno.
Ci si attendeva che tornasse visibile in pieno giorno durante l'eclissi solare totale dell'11 luglio 2010 osservabile dalla Polinesia francese e dall'Isola di Pasqua, ma non venne ritrovata.